# 안토니오 카르바할
안토니오 펠릭스 카르바할 로드리게스(스페인어: Antonio Félix Carbajal Rodríguez, 1929년 6월 7일~2023년 5월 9일)는 멕시코의 축구 선수이다. 그는 멕시코 축구 국가대표팀으로 48경기를 출전했으며, 멕시코 대표팀으로 1950년, 1954년, 1958년, 1962년, 1966년 다섯 번의 월드컵에 주전 골키퍼로 출전하였다. 이렇게 5번의 월드컵에 출전한 선수는 카르바할이 처음이였으며, 그런 연유로 그의 별명은 스페인어로 다섯 번의 컵을 뜻하는 El Cinco Copas(엘 신코 코파스)이다.